# アルファ (音楽グループ)
アルファは、日本のヒップホップユニット。1996年に結成。

## メンバー
- TSUBOI（ツボイ、本名：坪井 雄〈つぼい ゆう〉、1977年12月27日 - ）

MC。東京都町田市出身。血液型はB型。身長178cm。母親の従兄弟にリリー・フランキーがいる。解散した東京U家族のメンバーでもあった。アルファ以外にもタサツのメンバーとして活動していた他、コナミの音楽ゲームpop'n musicシリーズなどに、Des-ROW・組のメンバーとして参加している。
- WADA（ワダ、本名：和田 剛〈わだ つよし〉、別名：ゴリラ、1977年9月22日 - ）

MC。東京都江戸川区出身。血液型はB型。身長178cm。解散した東京U家族のメンバーでもあった。2006年には、同じく江戸川区出身のKREVAの全国ツアー「KREVA TOUR2006愛・自分博〜国民的行事〜」に帯同し、各地で「江戸川ロックオン feat.CUEZERO, WADA」を歌っていた。
グループの活動休止後は株式会社『アソビシステム』に入社。ダンスボーカルユニット『新しい学校のリーダーズ』のプロデュースを担当。現在は取締役副社長を務めている。
- DJ SUZUKI（ディージェイ・スズキ、1978年2月7日 - ）

DJ・作曲・ボーカル。神奈川県川崎市出身。血液型はA型。身長183cm。本名については、アルファオフィシャルブログにて、当項目での自身の本名の名前の漢字が間違っていることを指摘し、後に修正されたが、またも間違えていたため「もーほっといてくれモード」に入ったという。ソロ・プロジェクト「TOMOTH」（トモス）名義での活動もしており、2012年にレーベル「19th Hole records」を設立しタイ王国でデビューした。

## 来歴
1996年、小学校からの知り合いだったTSUBOIとDJ SUZUKIが高校生の時に再会し、互いがヒップホップ好きと知った二人が結成したのが始まり。後にWADAが加入し、地元の町田市や東京都内のクラブでライブ活動を開始。メンバーの通う高校の文化祭のライブにRhymesterが登場し、｢こんなことなら俺にも出来る｣とTSUBOIは考えてラップを始める。
MCU（KICK THE CAN CREW）がオーガナイズした東京U家族に参加。また、DJ TATSUTAの立ち上げたイベント「DYNAMITE」のクルーで、MCUの他にKREVAやLITTLEとも親交が深く、盛んに客演。2000年に、1stシングル「ALIEN 21」をインディーズから発売。ゲストにRhymesterの宇多丸、永積タカシを迎えたシングル「サンオイル」を2001年6月20日に発売し、インディーズのクラブ系チャートで1位を獲得。 
2002年4月17日にDJ TASAKAとのコラボレーション、アルファ&DJ TASAKA名義でのシングル「エクスタシー温泉」でユニバーサルミュージックよりメジャーデビュー。また、同年4月3日に発売されたケツメイシのアルバム『ケツノポリス2』の「ア・セッションプリーズ」に客演。2005年1月11日に活動停止を発表したが、同年3月30日にアルファ&スチャダラパー名義でシングル「惚れたぜHarajuku」を発表し活動を再開。同年のサマーソニック、ライジング・サン・ロックフェスティバルに出演。
2006年8月2日に発売されたBENNIE Kのミニアルバム「ザ・ベニーケー・ショウ〜on the floor編〜」に客演参加。それをきっかけにROCK IN JAPAN FESTIVAL 2006にて飛び入りゲストとしてBENNIE Kと共演した。
2007年8月18日・8月19日、シングル「宇宙ハワイfeat.ハナレグミ」の「気持ちEー事しようよ」という歌詞を実行すべく、公式HPでファン達を呼びかけ、由比ヶ浜・下北沢で清掃活動が行われた。2011年4月20日、前作『ALIEN』より5年ぶりとなるオリジナルアルバム『BOYS & GIRLS』を発売。同年の4月30日には渋谷CHELSEA HOTELにて「『BOYS & GIRLS』発売記念スペシャルライブ」を行った。
2011年4月20日、6枚目となるアルバム『BOYS&GIRLS』をリリース。これに伴ったリリースイベントや、幾つかのイベント出演を行った2012年以降はグループとしての活動は行われておらず、実質、活動休止状態となっている。

## ディスコグラフィ

### シングル

#### インディーズ
1. ALIEN 21（2000年3月29日）
  1. ALIEN 21 [4:19]
  2. 仏恥義理 [1:36]
  3. 怪VISION (C.B.D MIX) [4:08]
2. アルファ葉（2000年7月5日）ミニアルバム
  1. フジヤマ [4:00]
  2. 男闘呼塾 [3:04]
  3. サムライ [5:19]
  4. プッチライマー [5:15]
  5. ALIEN 21 (BLUESBREAKER PLUS ALPHA MIX) [4:36]
  6. 仏恥義理 (CUT-O-BEE MIX) [3:41]
3. サンオイル（2001年6月20日）
  1. サンオイル feat. 宇多丸、永積タカシ [5:38]
  2. デルタ [3:09]
  3. フジヤマ (DJ TASAKA 3776 ROBOT MIX) [5:36]

#### メジャー
1. DO DIG DO!!（2002年7月17日）オリコン59位
  1. DO DIG DO!![4:25]（作詞：TSUBOI・WADA 作曲・編曲：DJ SUZKI）
  2. わ・が・ま・ま レストラン[3:37]（作詞：アルファ 作曲：DJ TASAKA・アルファ 編曲：DJ TASAKA）
2. アクティマン（2002年10月17日）オリコン68位
  1. アクティマン[4:16]（作詞：TSUBOI・WADA 作曲・編曲：DJ SUZKI）
  2. ミセス カチンコチン[3:45]（作詞：TSUBOI・WADA 作曲・編曲：DJ SUZKI）
3. ガンバリスギ DE ナイト（2003年7月16日）オリコン54位
  1. ガンバリスギ DE ナイト[4:57]（作詞・作曲・編曲：アルファ）
4. アサガキタ（2003年7月16日）オリコン60位
  1. アサガキタ[4:39]（作詞・作曲：アルファ 編曲：DJ SUZUKI）
5. SPEED STAR（2004年1月21日）オリコン97位
  1. SPEED STAR[5:18]（作詞・作曲：アルファ 編曲：DJ SUZUKI）
  2. OH ZAPPA MEN[4:17]（作詞・作曲：アルファ 編曲：DJ SUZUKI）
6. 不知火（2004年5月19日）オリコン134位
  1. 不知火[4:25]（作詞・作曲：アルファ 編曲：DJ SUZUKI）
  2. 今田[3:25]（作詞・作曲：アルファ 編曲：DJ SUZUKI）
7. FREAK OUT（2004年8月4日）
  1. FREAK OUT[4:46]（作詞・作曲：アルファ 編曲：DJ SUZUKI）
MX,TVK他「Music B.B.」8月度エンディングテーマ
  2. GARBAGE[4:01]（作詞・作曲：アルファ 編曲：DJ SUZUKI）
8. 惚れたぜHarajuku（2005年3月30日） オリコン43位、登場回数6回 ※アルファ&スチャダラパー名義
  1. 惚れたぜHarajuku[5:09]（作詞・作曲：アルファ・スチャダラパー 編曲：DJ SUZUKI・SHINCO）
  2. 不知火 (KAGAMI REMIX)[5:56]
9. 渚の投げKISS / special guest 前田健（2005年7月13日）オリコン179位
  1. 渚の投げKISS[4:56]（作詞：アルファ 作曲：アルファ・小田真 編曲：DJ SUZUKI）
  2. SPEED STAR (SUGIURUMN House Mission Mix)[8:06]
10. PASSION（2005年10月13日）オリコン141位
  1. passion[4:14]（作詞・作曲：アルファ 編曲：DJ SUZUKI）
11. 宇宙ハワイfeat.ハナレグミ（2007年7月4日）オリコン25位
12. Life is once（2008年2月20日）オリコン129位
  1. Life is once[5:07]（作詞：アルファ 作曲：アルファ・小田真）
TX系「やりすぎコージー」エンディングテーマ/KTV「ミュージャック」オープニングテーマ/TVK「音楽缶」オープニングテーマ
  2. CANON BALL RUN[4:26]（作詞：アルファ 作曲：アルファ・小田真）
  3. Life is once(Genki Rockets Remix)[6:52]
13. STEREO LOVE（2009年10月14日）オリコン180位
  1. STEREO LOVE[4:32]（作詞：アルファ 作曲：アルファ・大場康司 編曲：DJ SUZUKI
オカモト「0.02EX」CMソング
  2. Moonlight NYC[3:55]（作詞：アルファ 作曲：アルファ・小田真 編曲：DJ SUZUKI・小田真
  3. STEREO LOVE 〜Q;indivi-Yusuke Tanaka Remix〜[4:54]
14. We gonna go home（2010年3月17日）
  - 着うた,着うたフル限定
15. She Sea Girl feat.lecca,SU （2010年8月18日）
  - 配信限定シングル
16. Boy Meat Girl feat.HALCALI,RYO(from ケツメイシ)（2010年11月24日）
  - 配信限定シングル

### アルバム

#### メジャー
1. エンドルフィン（2002年11月13日）オリコン48位
  1. 39DMP
  2. ALIEN24 / アルファ&DJ TASAKA
  3. アクティマン
  4. エレキテル
  5. イーアル雀拳 / アルファ&DJ TASAKA feat.宇多丸 (from Rhymester)
  6. ボンマーチ
  7. DO DIG DO!!
  8. センチメンタルラブ / feat.LITTLE (from KICK THE CAN CREW)
  9. HITORI GOD
  10. 怪ウツ君 / feat.DJ TATSUTA
  11. エクスタシー温泉 / アルファ&DJ TASAKA
  12. BLUN
2. SUSHI BOMBER（2004年2月18日）
  1. SUSHI BOMBER
  2. ガンバリスギ DE ナイト
  3. PULSAR feat.Ryo（from ケツメイシ）
  4. SOS
  5. PICASSO
  6. OH ZAPPA MEN
  7. ALIEN 26 / feat.真田星人 (from MICADELIC)
  8. SPEED STAR
  9. ECSTASY ONSEN GEISYA
  10. COOKIE / feat.TWINKLE（from 洛陽船）
  11. COFFEE SHOP
  12. MISSTTAKE
  13. アサガキタ
3. ALIEN（2005年11月23日）オリコン120位
  1. アナザーワールド
  2. コンコルドは翔んでゆく
  3. FREAK OUT
  4. 恋人はエイリアン
  5. 渚の投げKISS / special guest 前田健
  6. BAD BRAIN (inst)
  7. ANIMALIFE
  8. NO CHANGES IN MY LIFE
  9. 不知火
  10. 1 or 8
  11. PASSION
  12. 惚れたぜHarajuku / アルファ&スチャダラパー

  - ALIEN特典DVD（初回限定版のみ）

  1. ガンバリスギDEナイト
  2. アサガキタ
  3. SPEED STAR
  4. 不知火
  5. FREAK OUT
  6. 惚れたぜHarajuku / アルファ&スチャダラパー
  7. 渚の投げKISS / special guest 前田健
  8. PASSION
4. Going!Going!Gone!（2007年2月21日）オリコン76位
5. 結成10周年記念シングル・コレクションアルバム『パーティー野郎Ａチーム』（2008年7月2日）オリコン151位
6. BOYS&GIRLS（2011年4月20日）オリコン152位
  1. ボーイズ & ガールズ
  2. She Sea Girl feat.lecca,SU
  3. Firehouse
  4. SEXY BOY feat.Bubbles
  5. いい汗かきたくて -Let`s do it-
  6. We are gonna go home (album ver)
  7. Sorry Baby
  8. Boy Meat Girl feat.HALCALI,RYO (from ケツメイシ )
  9. ALIEN33
  10. 今夜もFlash Back
  11. 091M
  12. STEREO LOVE
  13. バスタイム
  14. 君にポゴシッポヨ/ アルファ&スチャダラパー
  15. Boys & Girls & ....

### DJ SUZUKI

#### リミックス
- LITTLE、「はつ恋の〜What's Going On〜 feat.トータス松本」（2005年5月18日）
3.聖者が街にやってくる (DJ SUZUKI Remix)
6.聖者が街にやってくる (DJ SUZUKI Remix) -Instrumental-

## 参加作品
- 「DISCO先輩」/with アルファ
（BENNIE K/「ザ・ベニーケー・ショウ〜on the floor編〜」2006年8月2日）

### 客演作品

#### WADA
アルファの作品は除く
- AUDIO 3(audio three(CUEZERO,LITTLE,WADA))（2002年11月27日） 
VARIOUS ARTISTS,『Adjust Audio Dynamite』に収録
- マイクチェック1 / MCU feat.WADA（2005年5月11日）
MCU,『A Peacetime MCU』に収録
- 江戸川ロックオン feat.CUEZERO, WADA（2006年2月1日） 
KREVA,『愛・自分博』に収録
- OLE!OLE! / 全日本（KREVA･CUEZERO･WADA･TSUBOI）（2006年4月28日）
くレーベル,『くレーベルコンピ【其の二】〜100%RAP〜』に収録
- スタート（2007年8月29日）
ケツメイシ,『ケツノポリス5』に収録

#### TSUBOI
アルファ、Des-ROW・組、タサツの作品は除く
- ア・セッションプリーズ （2002年4月3日）
ケツメイシ,『ケツノポリス2』に収録
- マイクチェック2 / MCU feat.TSUBOI（2005年5月11日）
MCU,『A Peacetime MCU』に収録
- OLE!OLE! / 全日本（KREVA･CUEZERO･WADA･TSUBOI）（2006年4月28日）
くレーベル,『くレーベルコンピ【其の二】〜100%RAP〜』に収録
- BURN feat.童子-T,KOHEI JAPAN,TSUBOI（2007年6月20日）
MCU,『A.K.A』に収録
- アルバッチョ feat. ツボイ(アルファ) （2006年6月3日）
ICE BAHN,『JACK HAMMER』に収録
- スタート（2007年8月29日）
ケツメイシ,『ケツノポリス5』に収録
- ぼじゃい警察 Feat Tsuboi From アルファ（2007年9月1日）
随喜と真田2.0,『FESTA E MERDA DI TORO』に収録
- OPEN YA MIND feat. TSUBOI（アルファ）（2008年7月11日）
ICE BAHN,『OVER VIEW』に収録
- キャンプファイヤ feat. RYO（ケツメイシ）、ツボイ(アルファ) and YAIKO(矢井田瞳)（2009年1月28日）
369,『キャンプファイヤ（Single, Maxi)』に収録
- Pomp Feat.114 A.K.A Tsuboi Alpha 601 A.K.A Wada Alpha 001 A.K.A Sonomi（2009年6月22日）
MIDICRONICA,『.co.lab』に収録
- Supernova feat.TSUBOI(アルファ),千晴 （2009年8月12日）
KEN THE 390,『Hey Boy feat. 童子-T (Single, Maxi)』に収録
- SherBet feat．TSUBOI〈アルファ〉（2009年8月19日）
嶋野百恵,『middle & mellow：groo… (various artist)』に収録
- 情熱のCarbonation with COMA-CHI , TARO SOUL , TSUBOI (アルファ) , breakthrough （2009年9月30日）
SOFFet,『Jam the Universe』に収録
- 祭り feat.TSUBOI(アルファ)（2014年3月5日）
UL,『ULTRAP』に収録